# دریاچه ویشتیتیس
دریاچه ویشتیتیس (انگلیسی: Vištytis) یک دریاچه مرزی در استان کالینینگراد کشور روسیه است.